# Prionolabis carbonis
Prionolabis carbonis là một loài ruồi trong họ Limoniidae. Chúng phân bố ở miền Cổ bắc.